# Château de L'Hermenault
Le château de L'Hermenault est un château situé sur la commune de L'Hermenault, dans le canton de La Châtaigneraie, en Vendée.

## Historique
Le prieuré de L'Hermenault, fortifié vers l'an 1000, est rattaché à l'abbaye de Maillezais, qui devient siège épiscopal au XIVe siècle. L'Hermenault devient alors la résidence d'été des évêques de Maillezais puis de La Rochelle après le transfert du siège en 1648 par Mgr Jacques Raoul de La Guibourgère, qui meurt à L'Hermenault.
Durant la Renaissance, Mgr Geoffroy d'Estissac fait construire un château, dont il ne subsiste que la tour qui porte son nom. Rabelais, qui est son secrétaire, y passe des séjours et y envoie des plants de platanes depuis Rome.
Connaissant le saccage dû aux guerres de religion, le château est restauré par l'évêque Henri de Béthune au cours du XVIIe siècle.
Au XVIIIe siècle, Mgr François-Joseph-Emmanuel de Crussol d'Uzès fait construire le logis des Dames dans le style rochelais et poursuit l'aménagement du parc.
L'armateur et négrier Daniel Garesché, maire de La Rochelle, acquiert le château comme bien national sous la Révolution. Le château Renaissance est détruit à cette époque.
En 1806, il est racheté par le colonel Pierre Godard des Breuzes, ancien ingénieur géographe du roi qui deviendra maire de L'Hermenault.
Le château reçoit le Prix French Heritage Society en 2009.
Il est inscrit au titre des monuments historiques en 2014.

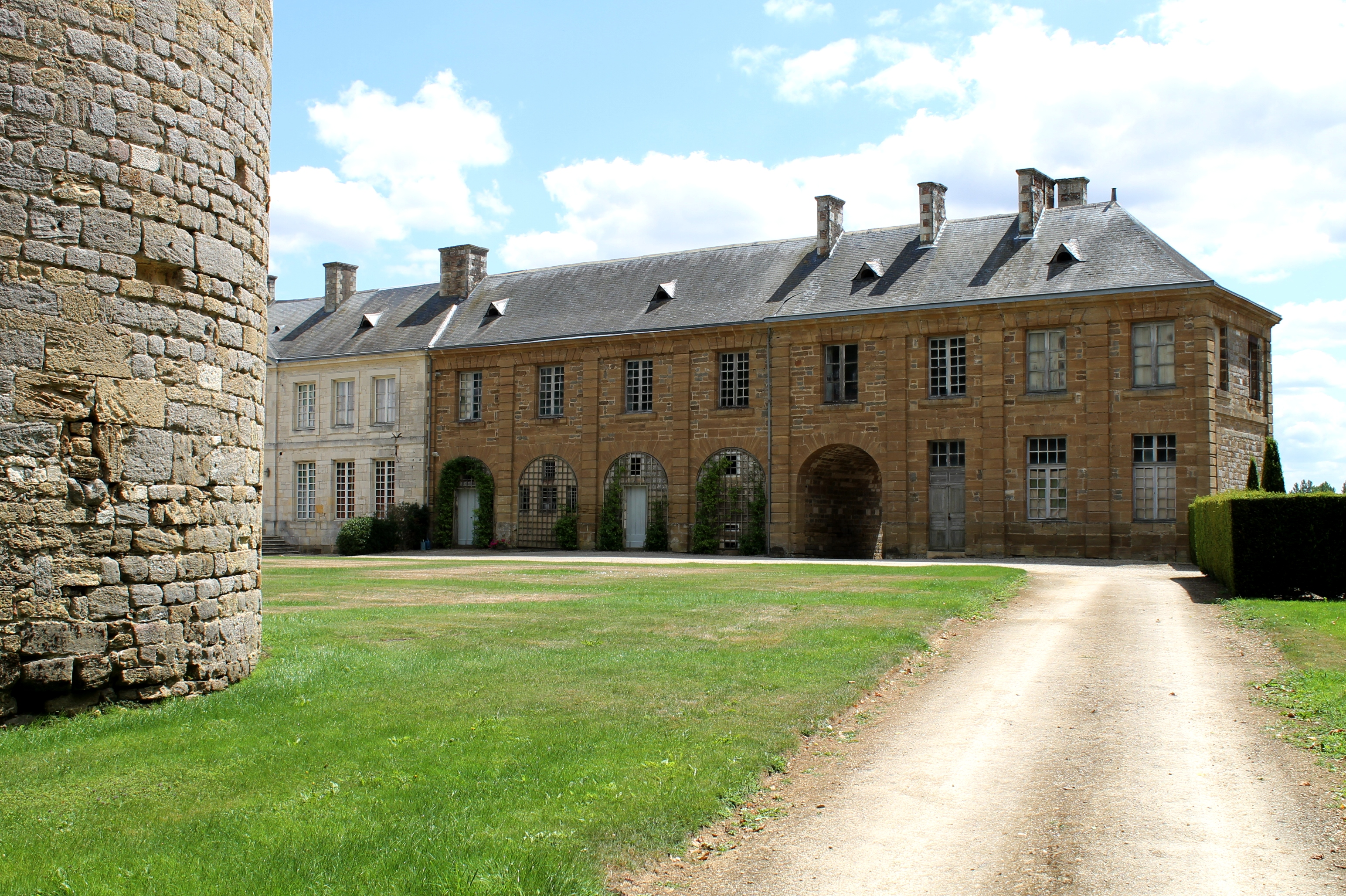